# Velîkîi Step, Kozeatîn
Velîkîi Step (în ucraineană Великий Степ) este un sat în comuna Mîkolaiivka din raionul Kozeatîn, regiunea Vinnița, Ucraina.

## Demografie
Componența lingvistică a localității Velîkîi Step
     Ucraineană (99,28%)
     Alte limbi (0,72%)
Conform recensământului din 2001, majoritatea populației localității Velîkîi Step era vorbitoare de ucraineană (99,28%), existând în minoritate și vorbitori de alte limbi.